# Kepler-11
Kepler-11 je hvězda podobná Slunci, nacházející se v souhvězdí Labutě přibližně 2 110 světelných let od Země. Tato hvězda je centrem planetárního systému obsahujícího šest potvrzených planet, který objevil vesmírný dalekohled Kepler. Objev tohoto systému byl ohlášen 2. února 2011 a stal se významným milníkem díky kompaktnosti, nízkým hustotám planet a detailnímu zmapování dynamiky planetárních systémů.

## Charakteristika hvězdy
Kepler-11 je hvězda spektrální třídy G6V, velmi podobná našemu Slunci. Má přibližně 104 % hmotnosti a 102 % poloměru Slunce, povrchová teplota činí 5836 K a stáří je odhadováno na 3,2 miliardy let.
Hvězda má nízkou rychlost rotace (přibližně 2,2 km/s), což je obvyklé u hvězd s menším věkem a střední aktivitou. S hvězdnou velikostí 14,2 je příliš slabá na to, aby byla viditelná pouhým okem. Kepler-11 se nachází poblíž galaktické roviny, což komplikovalo počáteční analýzu jejího světla kvůli přítomnosti mezihvězdného prachu.

## Planetární systém
Hvězda Kepler-11 hostí šest potvrzených exoplanet, označených Kepler-11b až Kepler-11g. Tento systém je jedním z nejkompaktnějších známých a jeho planety se nacházejí velmi blízko ke své hvězdě.
Planety systému Kepler-11 byly objeveny pomocí tranzitní metody, která detekuje poklesy jasnosti hvězdy způsobené přechodem planety před hvězdou. Objevené planety mají hmotnosti v rozsahu od 2,4 do 9,5násobku hmotnosti Země, přičemž hustoty většiny z nich naznačují, že mají významný podíl vodíku, helia a vody.

### Dynamika a formace
Kepler-11 je významný také díky své dynamické stabilitě a pravděpodobné historii vzniku. Vědci zvažují dvě hlavní teorie:
1. Lokální formace: Planety mohly vzniknout přímo na svých současných oběžných drahách, bez významného pohybu v rámci systému.

1. Migrace: Planety mohly vzniknout dále od hvězdy a následně migrovat směrem dovnitř kvůli interakcím s protoplanetárním diskem.[4]

Dynamické modely ukazují, že tento systém je stabilní na časové škále miliardy let, přestože je velmi kompaktní. Migrace byla pravděpodobně ovlivněna blízkými rezonancemi mezi některými planetami, například mezi Kepler-11b a Kepler-11c.
Kepler-11 je také jedním z prvních systémů, kde byl zkoumán vliv hvězdného záření na atmosféry planet. Intenzivní záření mohlo způsobit ztrátu atmosféry u vnitřních planet, zatímco vnější planety si uchovaly větší podíl plynů, což vysvětluje jejich nízkou hustotu.

### Význam objevu
Objev systému Kepler-11 přinesl několik důležitých zjištění:
Poprvé byl objeven systém s více než třemi tranzitujícími planetami. Detailní studie jeho dynamiky ukázaly, jak gravitace mezi planetami ovlivňuje stabilitu těsných systémů. Kepler-11 poskytl nové poznatky o vlivu hvězdného záření na vývoj atmosfér u exoplanet.
Systém Kepler-11 je i dnes předmětem výzkumu, který zahrnuje simulace vzniku planet, analýzy jejich atmosfér a hledání dalších potenciálních těles v planetárním systému.

## Tabulka planet
| Planeta    | Poloměr (v jednotkách poloměru Země) | Hmotnost (v jednotkách hmotnosti Země) | Oběžná doba (dny) | Velká poloosa (AU) | Hustota (g/cm³) | Excentricita  |
| ---------- | ------------------------------------ | -------------------------------------- | ----------------- | ------------------ | --------------- | ------------- |
| Kepler-11b | 1,83 ± 0,07                          | 2,78 ± 0,64                            | 10,3039 ± 0,001   | 0,091 ± 0,001      | 2,5 ± 0,3       | 0,045 ± 0,068 |
| Kepler-11c | 2,87 ± 0,05                          | 5,0 ± 1,3                              | 13,0241 ± 0,001   | 0,107 ± 0,001      | 2,3 ± 0,4       | 0,026 ± 0,063 |
| Kepler-11d | 3,12 ± 0,06                          | 8,13 ± 0,67                            | 22,6845 ± 0,001   | 0,155 ± 0,001      | 2,0 ± 0,5       | 0,004 ± 0,007 |
| Kepler-11e | 4,19 ± 0,07                          | 9,48 ± 0,86                            | 31,9996 ± 0,001   | 0,195 ± 0,002      | 1,3 ± 0,3       | 0,012 ± 0,006 |
| Kepler-11f | 2,49 ± 0,04                          | 2,43 ± 0,49                            | 46,6888 ± 0,002   | 0,250 ± 0,002      | 0,8 ± 0,4       | 0,013 ± 0,011 |
| Kepler-11g | 3,33 ± 0,06                          | <25                                    | 118,3807 ± 0,001  | 0,466 ± 0,004      | –               | 0,013 ± 0,011 |